# Lucio Cuspio Pattumeio Rufino
Lucio Cuspio Pattumeio Rufino (in latino: Lucius Cuspius Pactumeius Rufinus; Pergamo, ... – ...; fl. II secolo) è stato un politico e console romano nel 142.
Era originario di Pergamo, dove edificò l'Asclepeion, un santuario dedicato ad Asclepio.
Era amico di Aristide e di Satiro, primo maestro di Galeno. Un suo discendente fu Lucio Cuspio Rufino, console nel 197.